# Короткозубець волосоподібний
Короткозубець волосоподібний (Brachydontium trichodes) — вид мохів порядку гріміальних (Grimmiales).

## Поширення
Батьківщиною є Європа, Північна Америка, Азія.

## Характеристика
Стебла 0.6–1.2 мм. Листки 0.5–2 мм завдовжки. Коробочкові ніжки 2–2.5 мм, прямі та закручені зверху, коли висохнуть. Коробочка яйцеподібно-циліндрична, 0.6–0.8 мм. Спори 8–12 мкм.